# Condado de Arthur (Nebraska)
El condado de Arthur (en inglés: Arthur County), fundado en 1854 se le llamó Arthur en honor al presidente Chester A. Arthur, es un condado del estado estadounidense de Nebraska. En el año 2000 tenía una población de 444 habitantes con una densidad de población de 0,23 personas por km². La sede del condado es Arthur.

## Geografía
Según la oficina del censo el condado tiene una superficie total de 1860 km² (718,1 mi²), de los que 1852 km² (715,05791505792 mi²) son tierra y 8 km² (3,1 mi²) (0,41%) son agua.

### Condados adyacentes
- Condado de Grant - norte
- Condado de Hooker - noreste
- Condado de McPherson - este
- Condado de Keith - sur
- Condado de Garden - oeste

## Demografía
Según el censo del 2000 la renta per cápita media de los habitantes del condado era de 27.375 dólares y el ingreso medio de una familia era de 31.979 dólares. En el año 2000 los hombres tenían unos ingresos anuales 21.544 dólares frente a los 13.125 dólares que percibían las mujeres. El ingreso por habitante era de 15.810 dólares y alrededor de un 13.80% de la población estaba bajo el umbral de pobreza nacional.

## Ciudades y pueblos
Las principales ciudades son:
- Arthur
- Bucktail